# Vodice (Slovenië)
Vodice (Duits: Woditz) is een gemeente in de Sloveense regio Osrednjeslovenska en telt 3871 inwoners (2002).

## Geboren
- Luka Janežič (1995), atleet

Borovnica · Brezovica · Dobrepolje · Dobrova-Polhov Gradec · Dol pri Ljubljani · Domžale · Grosuplje · Horjul · Ig · Ivančna Gorica · Kamnik · Komenda · Litija · Ljubljana · Log-Dragomer · Logatec · Lukovica · Medvode · Mengeš · Moravče · Škofljica · Šmartno pri Litiji · Trzin · Velike Lašče · Vodice · Vrhnika